# Century Media Records
La Century Media Records è un'etichetta discografica con sedi in Stati Uniti, Brasile, Germania, Francia, Australia, Italia, Svezia e Regno Unito. Nell'Agosto del 2015, la Century Media Records è stata acquisista dalla Sony Music Entertainment per 17 milioni di dollari.

## Storia
La Century Media è stata fondata nel 1988 a Dortmund e negli anni si è dedicata maggiormente a generi come power metal, death metal e black metal.
Le due più importanti band sotto contratto sono state i Lacuna Coil e gli Shadows Fall. L'album Comalies del gruppo italiano è stato il primo album prodotto dalla Century ad entrare nella Top 200 della Billboard, circa due anni dopo la sua pubblicazione. L'album The War Within degli Shadows Fall è stata una pietra miliare per l'etichetta, debuttando nelle prime 20 posizioni della classifica statunitense e al primo della classifica degli album indipendenti e vendendo circa 250 000 copie, superando anche l'ultimo album dei Lacuna Coil, Karmacode, che si è attestato intorno alle 200.000.
Altri importanti band ad entrare nella top 200 sono state Arch Enemy, Children of Bodom e God Forbid.
Ad agosto del 2015 è stata acquistata dalla Sony Music Entertainment.

### Century Black
Verso la metà degli anni '90, la Century Media ha creato la Century Black, una piccola etichetta nata con l'obiettivo di essere la "Miramax Films del black metal", pubblicando e ripubblicando album black metal di difficile, se non impossibile, reperibilità nei negozi statunitensi. Dal 2000 in poi molte delle band sotto contratto hanno cambiato stile musicale, sono passate ad altre etichette o sono entrate a far parte del roster della Century Media.

### Inside Out Music e Superball Music
Dall'inizio del 2009 la Century Media ha acquisito in licenza le etichette Inside Out Music e Superball Music, entrambe specializzate in pubblicazioni rock progressivo, progressive metal e rock alternativo.
Tra gli artisti di punta delle due etichette si segnalano ...And You Will Know Us by the Trail of Dead, Demians, Devin Townsend, Haken, King's X, Leprous, Pain of Salvation, Oceansize, Steve Hackett, Symphony X e Transatlantic

### Abacus Recordings
La Abacus Records è una sottoetichetta della Century Media rivolta principalmente al metalcore.